# 上野晶子
上野 晶子（うえの あきこ）は、チェンバロ奏者。兵庫県出身。ソリストおよび室内楽奏者として幅広い演奏活動を行う一方、相愛大学音楽学部にて後進の指導にあたる。

## 略歴
- 東京芸術大学音楽学部チェンバロ科卒業
- 東京芸術大学大学院音楽研究科修士課程修了
- 神戸大学理学部卒業
- 神戸大学大学院法学研究科修士課程修了
- 東京芸術大学大学院在学中、ニューヨーク・ジュリアード学院にフランソワ・シューマン奨学生として留学。

アメリカにおけるチェンバロの第一人者で、ニューヨーク・フィルハーモニックのチェンバロ奏者をも務めるライオネル・パーティーのもとで研鑽を積む。室内楽をキャロル・ウインセンクに師事。
- 1996年、ニューヨーク・アーティスト・インターナショナル・コンクール入賞
- 同年、ニューヨーク・カーネギーホールにおけるリサイタル・シリーズに 日本人チェンバリストとしては最年少で登場。

## 活動
- ジュリアード学院を卒業後、日本において演奏活動を展開。
- 1998年、読売日本交響楽団にソリストとして招かれる。また、いずみホールにおいて、民主音楽協会主催によるリサイタルを行う。日本テレビ・関西テレビにおいて特集番組が編成されたほか、NHK-FMにおいても演奏が紹介されている。
- 1999年度、大阪府芸術劇場奨励新人に認定される。
- 2001年1月、神戸大学　留学生センター・神大会館・山口誓子記念館竣工記念式典において記念演奏を行う。